# 智鉉寓
智鉉寓（羅馬化：Ji Hyun Woo，1984年11月29日—），本名周亨太，韓國男演員、歌手，名字常被譯作池賢宇，哥哥是歌手智鉉秀。

## 演藝經歷
智鉉寓擁有著不俗的音樂天賦，2001年18歲時，參與國民組合M.C The Max的前身Moon Child的專輯創作，後來負責他們專輯的吉他演奏，並且在2004年作為樂團The Nuts的成員以歌手身份出道。然而在組合活動期間，他瞞著團員自己去參加KBS第20期公募演員的考試並且合格，此後踏上演員之路。
原定於2012年7月3日入伍，但是因拍攝《仁顯王后的男人》時臉部和腰部受傷，以接受治療為由延後了入伍時間。最終決定8月7日在春州102補充隊作為現役兵入伍。在此之前於7月22日舉行以live演唱會形式進行的粉絲見面會，是服役前最後的正式活動。

## 感情生活
2012年6月7日，智鉉寓於《仁顯王后的男人》結局終映會上，向同劇演員劉寅娜告白，同月18日劉寅娜在廣播節目《提高音量》上坦承戀情，不過在智鉉寓退伍後不久卻確認了分手消息。

## 演出作品

### 電視劇
- 2003年：MBC《迴轉木馬》飾 李東旭綠洲樂園其中的一員
- 2004年：KBS《北京我的愛》客串
- 2004年：KBS《你會知道的》飾 張賢日
- 2004年：KBS《老姑娘日記》飾 電台PD智鉉寓
- 2005年：KBS《黃金蘋果》飾 金景民
- 2006年：MBC《飛越彩虹》飾 權奕洲
- 2007年：MBC《梅麗大邱攻防戰》飾 姜大九
- 2008年：SBS《我的甜蜜都市》飾 尹泰吾
- 2008年：KBS《我的愛金枝玉葉》飾 張信好
- 2009年：KBS《天下無敵李平岡》飾 吳溫達
- 2010年：KBS《富翁的誕生》飾 崔石峯
- 2011年：MBC《千次的吻》飾 張宇彬
- 2012年：tvN《仁顯王后的男人》飾 金鵬道
- 2014年：KBS《Trot戀人》飾 張俊賢
- 2015年：MBC《憤怒的媽媽》飾 朴諾亞
- 2015年：JTBC《錐子》飾 李秀寅
- 2016年：SBS《Wanted》飾 車勝仁
- 2017年：MBC《小偷傢伙，小偷大人》飾 張乭木/金秀賢
- 2018年：MBC《生死決斷羅曼史》飾 韓勝柱
- 2019年：MBC《悲傷時相愛》飾 徐正元
- 2020年：MBC every1《戀愛雖然麻煩，但更討厭孤獨！》飾 車康宇
- 2021年：KBS《紳士與小姐》飾 李英國
- 2023年：KBS《秘密的女人》飾 記者（特別出演）
- 2024年：KBS《美女與純情男》飾 高必勝／高大忠

### 電影
- 2004年：《The Hotel Venus》配角 刑警
- 2006年：《因為愛你，所以沒關係》飾 民赫
- 2006年：《老姑娘日記》（Old Miss Diary）飾 池PD
- 2009年：《加油站被襲事件2》飾 元奮起
- 2011年：《偶像先生》飾 李友鎮
- 2018年：《殺人小說》飾 順泰
- 2020年：《閃耀的瞬間》飾 京勳

### 舞台劇
- 2013年：《The Promise》韓國戰爭60年紀念演出

## 音樂作品
- 2004年：《老姑娘日記》OST《모노드라마》
- 2006年：智鉉寓的Love letter
- 2011年：第一張個人專輯《Crescendo》
- 2011年：《tvN》《秀秀秀》《본능적으로》
- 2014年：《Trot戀人》OST《一整天》
- 2017年：《小偷傢伙，小偷大人》OST《我是幸福的人》
- 2020年：《十字路口的哥哥》首張迷你專輯《NEWS》
- 2020年：《戀愛雖然麻煩，但更討厭孤獨！》OST《Please Don' Go》
- 2021年：《十字路口的哥哥》《Freesia》

## 綜藝節目
- 2005年：KBS《音乐银行》MC
- 2008年：KBS《電影真好》MC
- 2011年–2012年：KBS《青春不敗2》MC
- 2022年：MBC《Dopojarak: 男人的故事之韩国漫游者》固定嘉賓

## 電台節目
- 2007年：SBS Love FM《智鉉寓的快樂 我們年輕的時光》DJ
- 2008年：KBS Cool FM《李勳&智鉉寓的神秘電台》DJ

## 粉絲見面會
- 2012年7月22日：智鉉寓的小型音樂會
- 2014年11月29日：DJ智的音樂茶館
- 2015年11月28日：粉絲見面會
- 2016年1月24日：大阪粉絲見面會
- 2016年7月31日：東京粉絲見面會
- 2017年12月29日：粉絲見面會
- 2018年11月24日：生日派對

## 獎項紀錄
| 年份 | 頒獎典禮                 | 獎項                          | 作品                   | 結果 |
| ---- | ------------------------ | ----------------------------- | ---------------------- | ---- |
| 2005 | KBS演技大賞              | 網友人氣獎                    | 《老姑娘日記》         | 獲獎 |
| 2006 | MBC演技大賞              | PD獎                          | 《飛越彩虹》           | 獲獎 |
| 2007 | 第14屆大韓民國演藝藝術賞 | 男子廣播進行賞                | 《我們快樂的青春歲月》 | 獲獎 |
| 2008 | SBS演技大賞              | 新星獎                        | 《我的甜蜜都市》       | 獲獎 |
| 2011 | MBC演技大賞              | 連續劇部門 男子優秀演技獎     | 《千次的吻》           | 獲獎 |
| 2014 | 第3屆APAN Star Awards    | 最佳衣著獎                    | 《Trot戀人》           | 獲獎 |
| 2015 | Korean Lifestyle Awards  | 最佳明星獎                    | 不適用                 | 獲獎 |
| 2015 | JTBC Awards              | 最佳演員獎                    | 《錐子》               | 獲獎 |
| 2021 | KBS演技大賞              | 大獎                          | 《紳士與小姐》         | 獲獎 |
| 2024 | 第10屆 APAN Star Awards  | 長篇連續劇 男子最優秀演技獎   | 《美女與純情男》       | 獲獎 |
| 2024 | KBS演技大獎              | 大獎                          | 《美女與純情男》       | 提名 |
| 2024 | KBS演技大獎              | 男子最優秀演技獎              | 《美女與純情男》       | 獲獎 |
| 2024 | KBS演技大獎              | 長篇電視劇部門 男子優秀演技獎 | 《美女與純情男》       | 提名 |
| 2024 | KBS演技大獎              | 最佳情侶獎（與林秀香）        | 《美女與純情男》       | 獲獎 |
| 2024 | KBS演技大獎              | 男子網絡人氣獎                | 《美女與純情男》       | 提名 |

## 外部連結
- 智鉉寓官方網站 
- 智鉉寓me2day （页面存档备份，存于）
- 智鉉寓的X（前Twitter）
- 智鉉寓的Instagram帳戶